# Bruno Blanchet (président d'Haïti)
Pour les articles homonymes, voir Bruno Blanchet et Blanchet.
Bruno Blanchet, surnommé Bruno Blanchet l'Aîné, (1760-1822), est un président par intérim de la république d'Haïti. 

## Contexte politique
Le gouvernement de Jean-Jacques Dessalines ayant décidé d'entreprendre une réforme agraire au profit des anciens esclaves sans terre, il est assassiné le 17 octobre 1806 à Pont-Rouge, au nord de Port-au-Prince, par ses collaborateurs, Alexandre Pétion, Jean-Pierre Boyer, André Rigaud et Bruno Blanchet qui servait d'intermédiaire entre tous sans oublier Henri Christophe qui se trouvait dans le nord.
Lors de la sécession du Nord d'Haïti par le roi Henri, le Sud du pays redevient une République sous l'autorité militaire d'Alexandre Pétion. Néanmoins, pendant les premiers mois de l'année 1807, le pouvoir est encore vacant dans le Sud depuis la partition du pays en décembre 1806. 

## Responsabilité politique
Bruno Blanchet participa à la commission de la Constituante du 18 décembre 1806. Il présenta devant l'Assemblée nationale, le 27 décembre 1806, le rapport de la commission en vue de faire adopter la nouvelle Constitution devant les parlementaires. Haïti est déclarée une république avec un président et un sénat, et une séparation rigide des pouvoirs entre les deux. Christophe n'acceptera pas les termes de cette nouvelle Constitution et tentera de prendre Port-au-Prince (début janvier 1807). Il sera repoussé par les défenseurs d'Alexandre Pétion et se repliera au Nord d'Haïti.
Le secrétaire d'État Bruno Blanchet devient provisoirement président par intérim de la république d'Haïti du 19 janvier 1807 au 10 mars 1807.
Le 10 mars 1807, Alexandre Pétion devient officiellement président de la république et nommera Bruno Blanchet Secrétaire général du gouvernement.

## Sources
1. ↑  Anniversaire de la mort de Dessalines
2. ↑  Texte de la Constitution de 1806
3. ↑  De Saint-Domingue à Haïti, 1791-1870 Par Leslie Jean-Robert Péan